# Бонифаций II Большой (маркиз Монферратский)
Бонифаций II Большой (итал. Bonifacio II detto il Gigante; 1202, Асти, Священная Римская империя — 12 июня 1253 года, Монкальво, Священная Римская империя) — маркграф Монферратский, король Фессалоники из рода Алерамичи.

## Биография
Бонифаций II был сыном Вильгельма VI, маркграфа Монферратского, и Берты ди Клавесана. В 1223 году вместе со своим отцом он отправился в поход против Эпирского деспота Феодора Комнина Дуки. После того, как Вильгельм VI 1225 году умер, Бонифаций вернулся в Монферрат и принял титул маркграфа. Он заключил со своим кузеном Манфредо III, маркграфом Салуццо, договор о взаимном правонаследовании в случае гибели одного из них при отсутствии прямых наследников. Это позволило бы избежать кровопролитной междоусобной войны, которая могла бы вспыхнуть без этого договора. В 1244 году, когда умер Манфредо III, Бонифаций II стал опекуном его четырёхлетнего сына Томмазо I.
Из-за плохих отношений с императором Фридрихом II Штауфеном Бонифаций был вынужден в 1226 году присоединиться к Ломбардский лиге. Примирению между ними не помогло даже посредничество Папы Римского Гонория III.
В 1228 году Бонифаций заключил брак с дочерью Амадея IV — Маргаритой Савойской. Но из-за малого возраста невесты её дед Томас I отказался выдавать её мужу. Лишь 9 декабря 1235 года в городе Кивассо Бонифаций смог обвенчаться с Маргаритой.
В 1227 году Бонифаций II начал войну против Алессандрии, на стороне которой выступила Ломбардская лига во главе с Миланом и Савойя. В 1230 году Бонифаций потерпел поражение от Ломбардской лиги, а армия Савойи осадила его столицу Кивассо. Несмотря на отчаянные попытки маркиза снять осаду с города, 5 сентября 1231 года Кивассо капитулировал. Город был возвращен Бонифацию через год, после того как тот признал себя побеждённым. В последние годы жизни, опасаясь увеличения мощи Амадея VI Савойского, Бонифацию часто приходилось переходить из партии в партию, заручаясь поддержкой разных союзников в борьбе с Савойей. В 1242 году Бонифаций II перешёл в партию гибеллинов и даже сопровождал Фридриха в его путешествию по Италии. Но в 1243 году он снова переходит к гвельфам, а уже в 1245 году он вновь примыкает к партии императора. В 1253 году Конрад IV присоединил к его домену будущую столицу маркграфства Монферрат Казале-Монферрато.
Умер Бонифаций II Большой в Монкальво 12 июня 1253 года. Похоронен монастыре Санта-Мария-ди Лучидио в городе Трино.

## Семья
Жена: Маргарита Савойская (1225—1268), в этом браке было двое детей:
- Алессия (1240—1285);
- Вильгельм VII (1240—1292) — маркграф Монферратский.